# Steve Martin Caro
Carmelo Esteban "Steve" Martin Caro (12 de octubre de 1948-14 de enero de 2020) fue un músico de rock estadounidense más conocido como Steve Martin. Fue el cantante original del grupo de los años 1960 de pop barroco, The Left Banke, al que volvió a unirse en 2015.

## Biografía
De familia española, era hijo de la cantaora y guitarrista de flamenco Sarita Heredia, y añadió su apellido familiar, Caro, en los años 80 para evitar confusión con Steve Martin, el actor de comedia, del mismo nombre.
Con The Left Banke, Caro entró en las listas de éxito con "Walk Away Renée", "Pretty Ballerina" y "Desiree" en el periodo 1966-68. Además de proveer la mayoría de las voces principales en las grabaciones de The Left Banke, Caro ocasionalmente también hizo contribuciones instrumentales, tocando la guitarra y/o la batería en varias canciones. También se le atribuye el tema "Love Songs in the Night", escrito y grabado con los miembros de The Left Banke. Aparece en las grabaciones de Kama Sutra Records, en la banda sonora de la película para adultos de 1972, Hot Parts.

## Reencuentro con The Left Banke
La actual versión de The Left Banke se caracteriza por tener a dos miembros originales, los cantantes Steve Martin Caro y George Cameron. El 18 de marzo de 2015, se anunció que el vocalista original, Steve Martin Carom se incorporaba oficialmente a la formación de la banda de cara al tour. Fotos en Twitter y Facebook oficiales de The Left Banke mostraban a Steve firmando un contrato. La actual gira cuenta con el colíder de Stories, Ian Lloyd.
Solo un día después de este anuncio se informó de que el antiguo amigo y compañero de banda de Caro, Michael Brown, murió a la edad de 65 años.